# 理查德·福尔兹
理查德·福尔兹（英語：Richard Faulds，1977年3月16日—），英国男子射击运动员。他曾代表英国参加1996年、2000年、2004年、2008年和2012年夏季奥林匹克运动会射击比赛，其中2000年奥运会获得一枚金牌。